# Dominikus Trenkwalder

Dominikus Trenkwalder

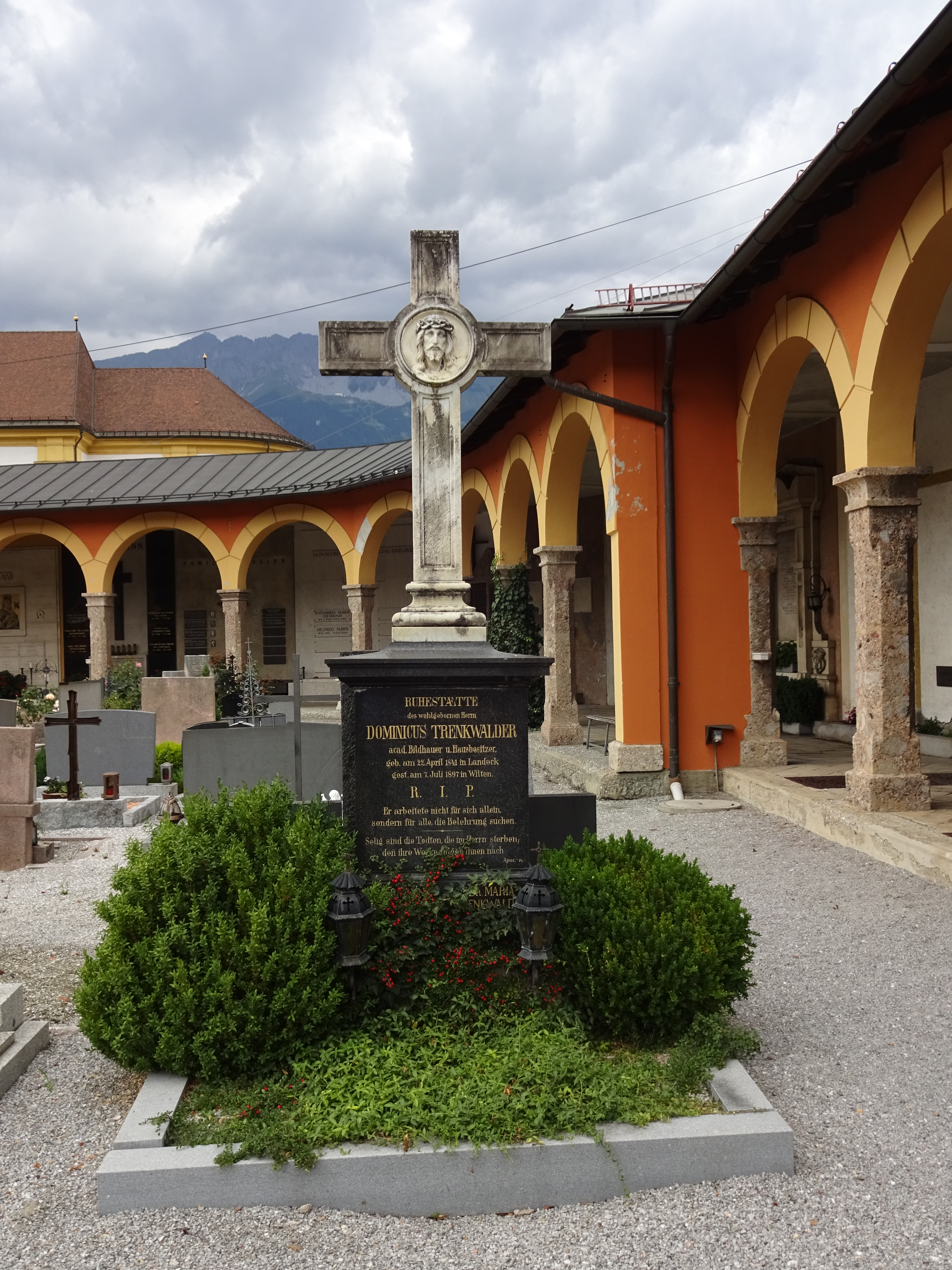
Grabstätte am Wiltener Friedhof in Innsbruck

Dominikus Trenkwalder (* 22. April 1841 in Angedair; † 7. Juli 1897 in Wilten) war ein österreichischer Bildhauer.

## Leben
Der Sohn eines Glasers und Kleinbauern interessierte sich für Bildhauerei, erlernte aber zuerst das Müllerhandwerk. Ab 1857 machte er eine Bildhauerlehre bei Michael Stolz in Innsbruck, die er jedoch nach dem Tod des Vaters 1860 abbrach, um zu Hause mitzuhelfen. Von 1862 bis 1864 arbeitete er in der Mayr’schen Kunstanstalt für kirchliche Arbeiten in München bei Josef Knabl, danach wieder bei Michael Stolz. Mit Stipendien des Kultusministeriums und der Tiroler Landstände unternahm er zwischen 1867 und 1873 Studienreisen nach Wien, wo er im Atelier von Josef Gasser mitarbeitete, München und Italien. Nach einem kurzen Aufenthalt in Rom ließ er sich 1876 in Wilten (heute ein Stadtteil von Innsbruck) nieder, wo er eine große Werkstatt mit vielen Schülern betrieb. Dort entstanden zahlreiche neugotische Altäre und Statuen in Marmor und Holz für Kirchen in ganz Tirol und Vorarlberg, sowie Grabdenkmäler für Friedhöfe in Innsbruck, Wilten und Lienz, wobei er gelungene Werke für verschiedene Auftraggeber wiederholte. Trenkwalder war auch als Restaurator tätig, unter anderem für die Türintarsien im Schloss Ambras und, zusammen mit Franz Xaver Spörr, an der Pfarrkirche Pill. Mehrfach arbeitete er mit seinen Brüdern Josef, Alois und Matthias zusammen, die ebenfalls als Kunsttischler und Altarbauer tätig waren. Zu seinen Schülern zählten unter anderem Franz Kobald und Alois Winkler.
Dominikus Trenkwalder war zeitlebens Junggeselle und widmete sich als gläubiger und praktizierender Katholik in der Ausübung seiner Bildhauerkunst intensiv den sakralen Motiven im damals modernen neugotischen Stil. Er ist auf dem Friedhof Wilten in Innsbruck bestattet. Im Innsbrucker Stadtteil Höttinger Au wurde eine Straße nach ihm benannt.

## Werke (Auswahl)

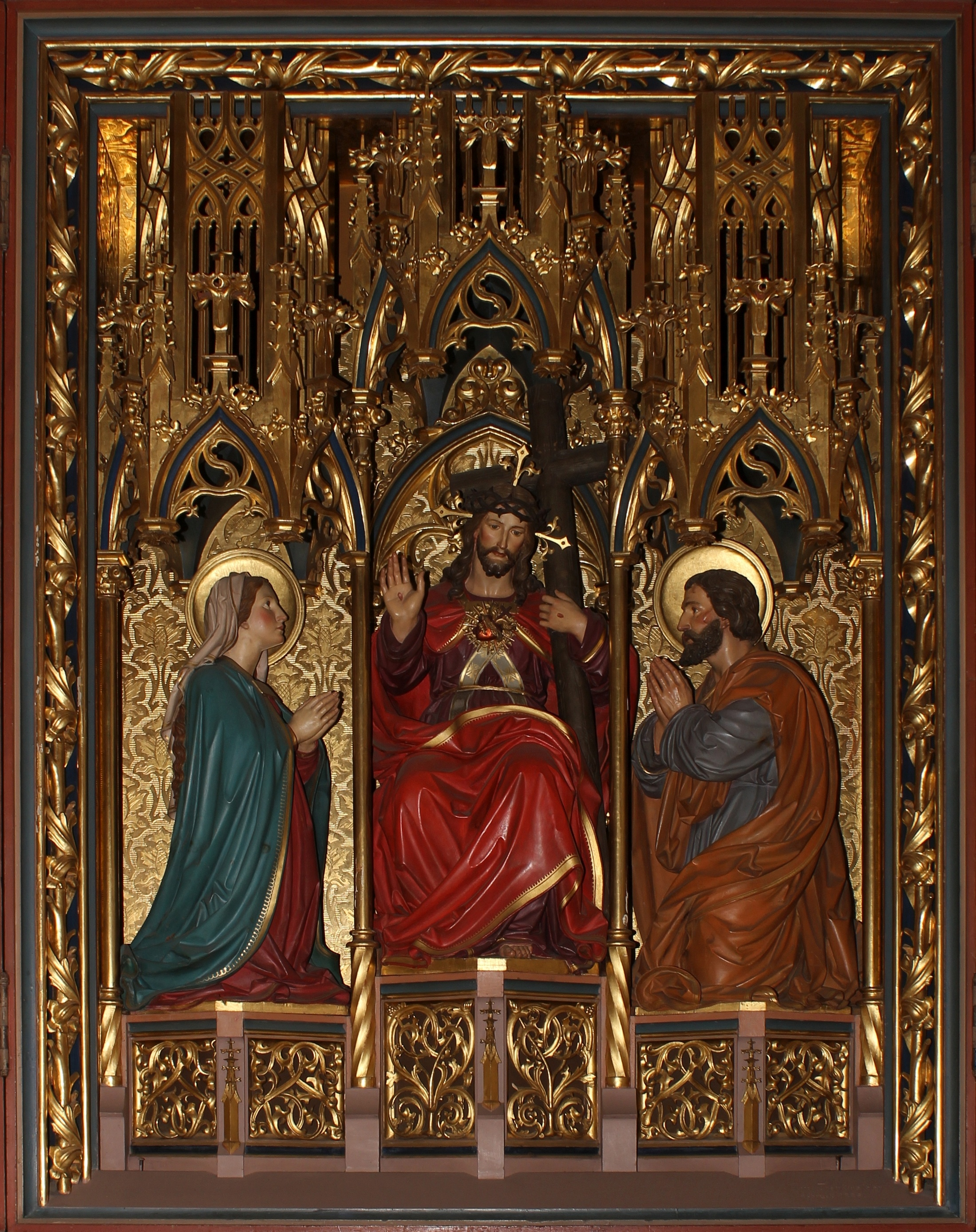
Altar in der Vierzehn-Nothelfer-Kapelle in St. Leonhard, Meran, 1885

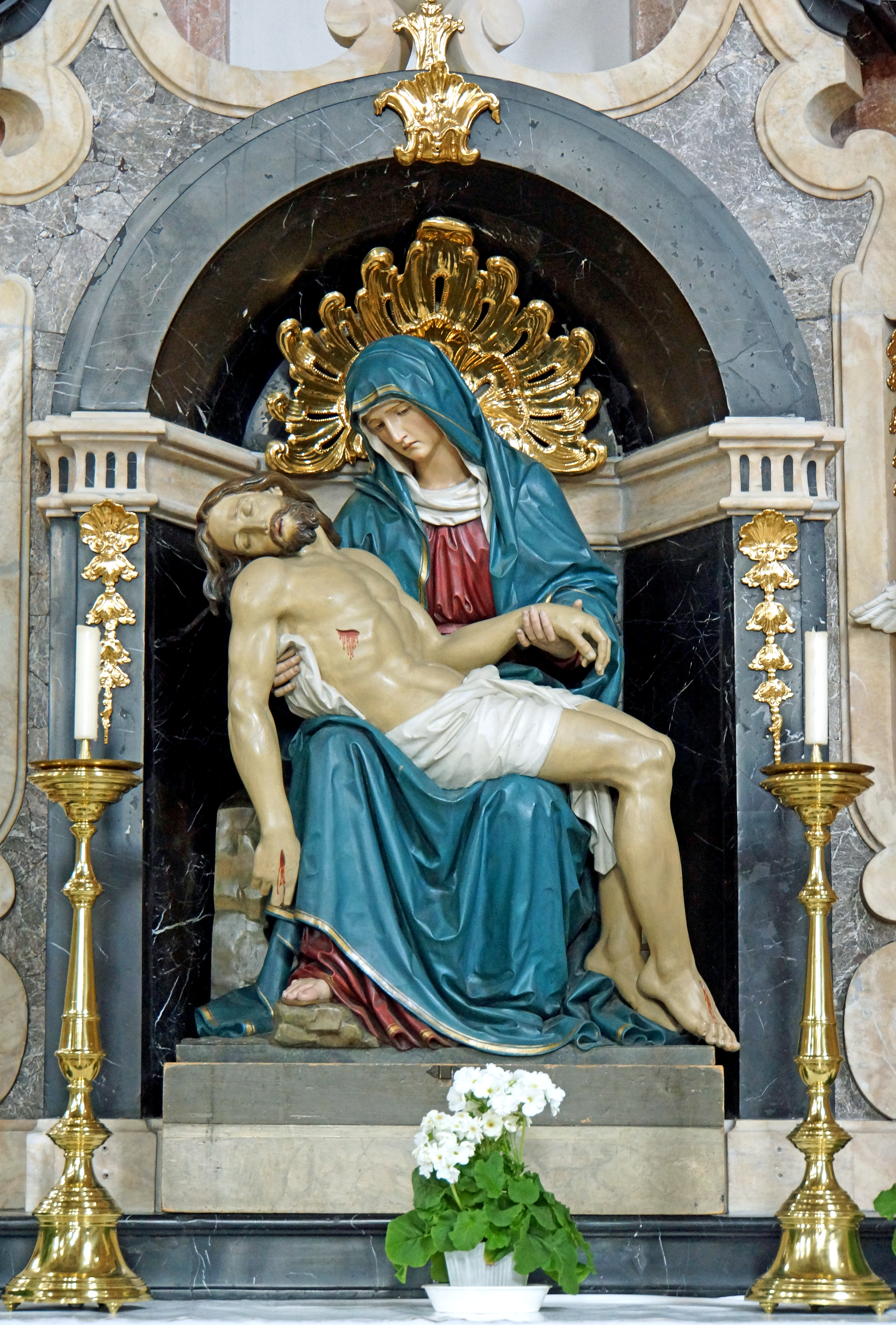
Pietà, Dom zu St. Jakob, Innsbruck, 1893

- Seitenaltar Maria mit dem Kind auf ihrem Schoß überreicht dem Hl. Dominikus den Rosenkranz, Stadtpfarrkirche Landeck, 1862[2]
- Seitenaltar Beweinung Christi, Stadtpfarrkirche Landeck, 1866[3]
- Hochaltar Himmelskönigin auf dem Throne, Pfarrkirche Langesthei, 1866
- Ausstattung, Herz-Jesu-Kapelle am Friedhof Landeck, 1869[4]
- Marmorgruppe Thomas legt seine Finger in die Wundmale des Herrn, Spielmann’sche Grabstätte, Westfriedhof Innsbruck, 1871[5]
- Relief Christus am Ölberg, Grabstätte Graf Emanuel von Hendl, Westfriedhof Innsbruck, 1874[5]
- Seitenfiguren am Hochaltar: hl. Gallus und hl. Dominikus, Pfarrkirche Schnepfau, um 1875
- Hochaltar, Neue Pfarrkirche Götzis, um 1875 (um 1960 entfernt)[6]
- Statue Unbefleckte Empfängnis, Pfarrkirche Strassen, 1877[7]
- Marmorgruppe Der Auferstandene erscheint seiner hl. Mutter, Stummreich-Breinössl’sche Grabstätte, Westfriedhof Innsbruck, 1879[5]
- Grabdenkmal Der gute Hirte, Carnelli’sche Familiengruft, Westfriedhof Innsbruck, 1880[5]
- Seitenaltarrelief Tod des hl. Josef, Pfarrkirche hl. Leonhard, Au, 1885
- Flügelaltar 14 Nothelfer, St. Leonhard, Meran, 1885[8]
- Schnitzfiguren hl. Josef als Kinderfreund, hl. Agnes, hl. Pankratius, Pfarrkirche Rankweil-St. Peter, 1890[9]
- 14 Kreuzwegstationen, Tiroler Landesfriedhof Mariahilf, 1891[10]
- Flügelaltar, Stadtpfarrkirche St. Nikolaus, Meran, 1892
- Statuen Schmerzensmann und Pietà am Triumphbogen, Dom zu St. Jakob, Innsbruck, 1893[11]
- Pietà, Pfarrkirche hl. Sulpitius, Frastanz, 1895
- Hochaltarfiguren Maria vom Hl. Rosenkranz, hl. Ulrich und hl. Wolfgang, Pfarrkirche Deutschnofen[12]